# Echinopsis yuquina
Echinopsis yuquina är en kaktusväxtart som beskrevs av David Richard Hunt. Echinopsis yuquina ingår i släktet Echinopsis och familjen kaktusväxter. Inga underarter finns listade i Catalogue of Life.

## Bildgalleri

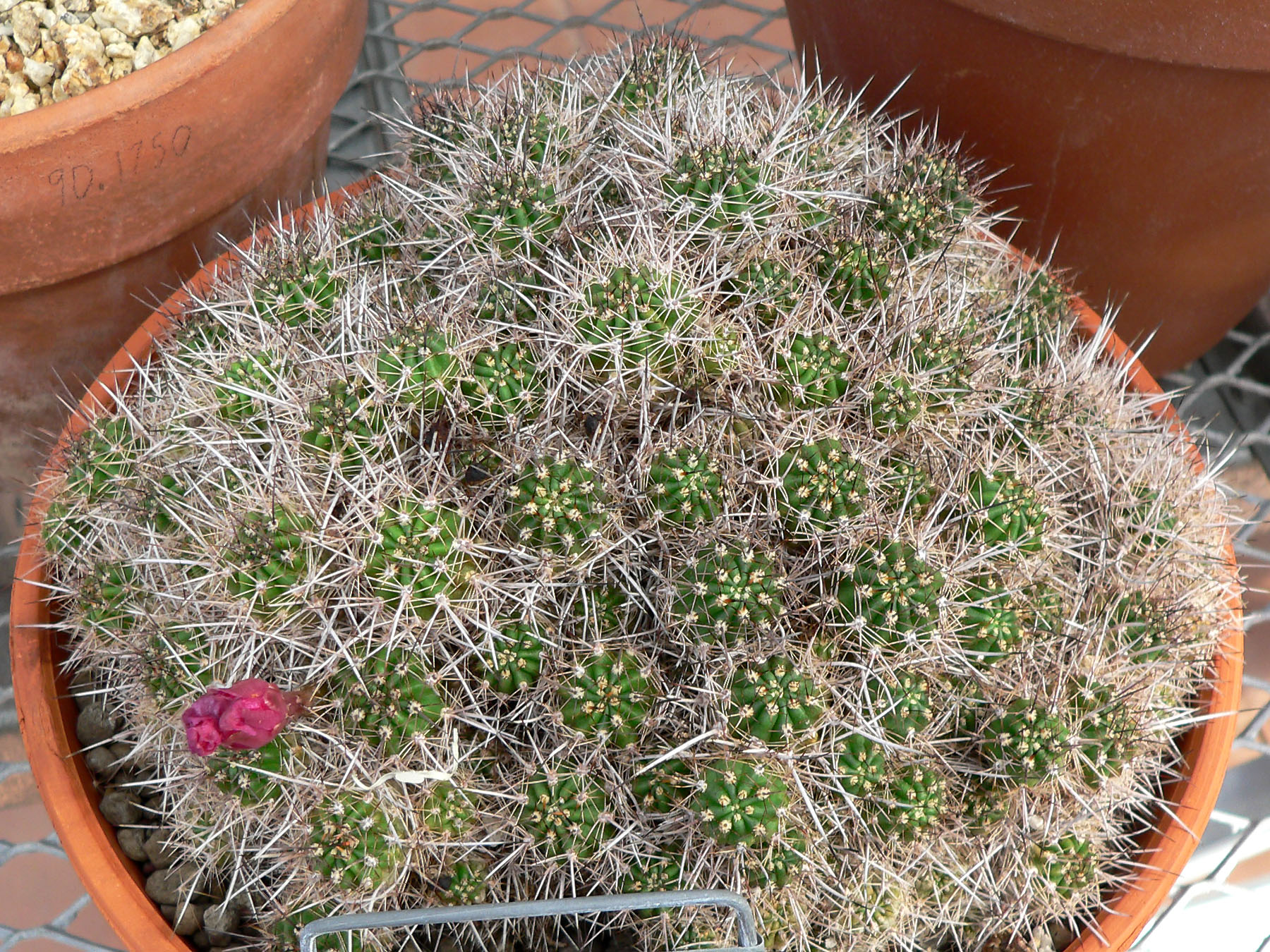